# Cercemaggiore
Cercemaggiore é uma comuna italiana da região do Molise, província de Campobasso, com cerca de 4.274 habitantes. Estende-se por uma área de 56 km², tendo uma densidade populacional de 76 hab/km². Faz fronteira com Castelpagano (BN), Cercepiccola, Gildone, Jelsi, Mirabello Sannitico, Morcone (BN), Riccia, Santa Croce del Sannio (BN), Sepino.

## Demografia
| Variação demográfica do município entre 1861 e 2011                               |
|                                                                                   |
| Fonte: Istituto Nazionale di Statistica (ISTAT) - Elaboração gráfica da Wikipedia |